# Paaduotsa
Paaduotsa – wieś w Estonii, prowincji Rapla, w gminie Märjamaa.